# Sauroposeidon
Sauroposeidon (/ˌsɔːr[invalid input: 'ɵ']p[invalid input: 'ɵ']ˈsaɪdən/ SOR-o-po-SY-dən; nghĩa là "thằn lằn thần động đất", theo tên vị thần Hy Lạp Poseidon) là một chi khủng long Sauropoda thuộc họ Brachiosauridae sống vào cuối Phấn trắng sớm, khoảng 112 triệu năm trước (Aptia - đầu Alba). Nó được biết đến từ một vài mẫu vật không hoàn chỉnh, bao gồm một lớp trầm tích chứa xương và các dấu vết hóa thạch, tìm thấy trong khu vực ngày nay là các bang Oklahoma, Wyoming và Texas. Sauroposeidon có thể nâng đầu nó lên cao 17–18 m (56–59 ft), ngang với toàn nhà sáu tầng. Để so sánh, Giraffatitan chỉ có thể nâng đầu lên cao 13,5 m (44 ft).